# Ойкас-Абаші
О́йкас-Аба́ші (рос. Ойкас-Абаши, чув. Уйкас Апаш) — присілок у Чувашії Російської Федерації, у складі Александровського сільського поселення Моргауського району.
Населення — 59 осіб (2010; 52 в 2002, 115 в 1979; 132 в 1939, 143 в 1926, 136 в 1906, 84 в 1858). Національний склад — чуваші, росіяни.

## Історія
Історична назва — Ойкас (до 1929 року). До 1866 року селяни мали статус державних, займались землеробством, тваринництвом, бондарством, виробництвом одягу. 1930 року утворено колгосп «Гліссер». До 1927 року присілок перебував у складі Тораєвської волості Ядрінського повіту. 1927 року присілок переданий до складу Ядрінського району, 1929 року — до складу Татаркасинського, 1939 року — до складу Сундирського, 1956 року — до складу Моргауського, 1959 року — до складу Аліковського, 1962 року — до складу Ядрінського, 1964 року — повернутий до складу Моргауського району.